# Sadd al-Malik Talal
Sadd al-Malik Talal (tama króla Talala) – największa zapora wodna w Jordanii, zbudowana na głównym nurcie Nahr az-Zarka, 40 kilometrów na północny zachód od Ammanu, o wysokości 108 metrów. Stanowi ona ważny element wodnej infrastruktury technicznej kraju.
Towarzyszący tamie rezerwuar ma 7,5 kilometra długości, 450 metrów szerokości i pojemność wynoszącą 76,5 mln metrów sześciennych wody (inne źródła podają 80-86 mln m³, prawdopodobnie z powodu zmian zachodzących w zbiorniku na skutek sedymentacji, erozji brzegu rzeki oraz podwyższenia tamy).
Tama Króla Talala to jedna z wielu jordańskich zapór wodnych, powstałych w celu zmagazynowania zasobów słodkiej wody dla potrzeb komunalnych, przemysłowych oraz rolniczych. Z reguły tama pokrywa 80% zapotrzebowania rolników z doliny Jordanu, a także mających za zadanie zmniejszenie zagrożenia powodziowego. Jest to szczególnie ważne z uwagi na klimat Jordanii, jej wzrost demograficzny, urbanizację oraz industrializację, która w przeciągu lat wyraźnie zanieczyściła już i tak skromne zasoby krajowych wód podziemnych.
Od 2020 roku tama zmaga się z niskim poziomem wody, wynikającym z rzadszego występowania opadów w czasie pór deszczowych. Poza tym należy ona do tam szczególnie narażonych na gromadzenie niechcianych osadów rzecznych.